# Sindechites
Sindechites es un género de fanerógamas de la familia Apocynaceae. Contiene dos especies. Es originario de Asia donde se encuentra en China e Indochina.

## Descripción
Son lianas leñosas, con látex lechoso. Hojas opuestas, venas paralelas o casi. Las inflorescencias en cimas paniculadas o corimbosas, terminal y axilar, con pocas a muchas flores. Flores pequeñas. Cáliz glandular dentro. Corola de color blanco, dilatado en la garganta o en medio de tubo; lóbulos más cortos que el tubo, se superponen a la derecha. Estambres insertados encima de la mitad del tubo de la corola. Los folículos 2, estrechamente cilíndricos, ligeramente torulosos, delgados. Semillas apicales.

## Taxonomía
El género  fue descrito por Daniel Oliver (botánico) y publicado en Hooker's Icones Plantarum 18: , t. 1772. 1888.

## Especies aceptadas
A continuación se brinda un listado de las especies del género Sindechites aceptadas hasta octubre de 2013, ordenadas alfabéticamente. Para cada una se indica el nombre binomial seguido del autor, abreviado según las convenciones y usos. 
- Sindechites chinensis (Merr.) Markgr. & Tsiang
- Sindechites henryi Oliv.